# Rogério Cruz
Rogério Oliveira da Cruz, mais conhecido como Rogério Cruz (Duque de Caxias, 1 de setembro de 1966) é um radialista, pastor evangélico formado em gestão pública pela UNIP e político brasileiro filiado ao Solidariedade. Ex-prefeito de Goiânia, tendo governado de 13 de janeiro de 2021 até 31 de dezembro de 2024.

## Vida pessoal
Rogério Oliveira da Cruz nasceu em Duque de Caxias, no Rio de Janeiro. Casou-se com Thelma Cruz.

## Formação acadêmica e carreira profissional
Formado em Gestão Pública, Rogério também é administrador e radialista e trabalhou durante anos com o Grupo Record, da Igreja Universal do Reino de Deus (IURD), da qual é membro e pastor. Dessa forma, tem experiências em rádio e TV pelo continente africano, onde foi responsável pela implementação da Record Internacional em Moçambique e Angola. Exerceu a função de diretor executivo por 16 anos.
Em reconhecimento a sua atuação humanitária, recebeu o título de Associado Honorário do Rotary Club de Goiânia em 2022.

## Carreira política

### Vereador (2012–2020)
Em 2010 Cruz mudou-se para Goiânia, onde desenvolveu carreira política. Eleito vereador em 2012 e 2016, Rogério Cruz esteve entre os cinco nomes mais votados da cidade. Em seu mandato, foi presidente da Comissão das Pessoas Portadoras de Deficiência e Necessidades Especiais (PPDNE). Ao todo, foi vereador por 2 mandatos consecutivos: de 2013 a 2016, sendo o 3° mais votado com 7.774 e 2017 a 2020, sendo o 4.° mais votado com 8312 votos.
Em meados de 2019 especulou-se que Cruz não se candidataria novamente a vereador e teria decidido cumprir exclusivamente suas funções de pastor na IURD, o que foi confirmado pelo líder religioso em 2020. No entanto, candidatou-se a vice-prefeito na chapa de Maguito Vilela.

### Prefeitura de Goiânia (2021–2024)
Rogério Cruz foi eleito vice-prefeito de Goiânia nas eleições municipais de 2020 ao lado de Maguito Vilela. Maguito, no entanto, contraiu COVID-19 e morreu no dia 13 de janeiro de 2021 por complicações da doença na UTI do Hospital Albert Einstein, onde ficou internado por mais de 80 dias. Cruz, então assumiu como prefeito e garantiu que seguiria o projeto político de Maguito e que desenvolveria uma relação harmoniosa com membros políticos do partido do ex-prefeito, como seu filho Daniel Vilela e o governador Ronaldo Caiado. Cruz foi o primeiro prefeito autodeclarado negro da história de Goiânia.
Como prefeito da cidade, Rogério Cruz teve que responder ao desenvolvimento da pandemia de COVID-19 e o aumento de casos no início de 2021 com a determinação de fechar bares da cidade. Logo em fevereiro de 2021, se posicionou contra possíveis lockdowns, mas poucas semanas depois, junto a outros prefeitos da região metropolitana, fechou todo o comércio não essencial e optou por sancionar um auxílio emergencial de duração de 6 meses para famílias que não possuem qualquer tipo de renda formal, chamado Renda Família, e o acompanhamento de novas vacinas. No mesmo período, o prefeito também iniciou grupo de trabalho para a revisão do Plano Diretor de Goiânia, uma de suas principais promessas de campanha.
Em março de 2021, com a pressão de sua base do Republicanos, iniciou uma reforma administrativa, demitindo figuras centrais do plano de governo do ex-prefeito Maguito Vilela, do MDB, como o secretário de governo Andrey Azeredo, substituído por Arthur Bernardes de Miranda. Ao mesmo tempo, passou a aproximar sua gestão de religiosos ligados à Igreja Universal e outros templos evangélicos, relacionados ao deputado João Campos. Por consequência, em abril do mesmo ano, todos os políticos do MDB ligados às secretarias pediram coletivamente exoneração em protesto ao abandono do plano de governo e pela suspensão de contratos da gestão do ex-prefeito Iris Rezende por Rogério.
Seu mandato recebeu críticas nas áreas de infraestrutura e saneamento. Durante o período, uma operação que investigava fraudes em contratos da Prefeitura de Goiânia acabou por prender o então presidente da Companhia de Urbanização de Goiânia (Comurg). Em 2024, decidiu se reeleger a prefeito de Goiânia e, com a ausência de apoio do seu próprio partido, acabou por ser oficializado candidato do Solidariedade. Na eleição de 2024, ficou no penúltimo lugar, com 3,14% dos votos. Após perder, decretou a exoneração de mais de 2 mil funcionários da prefeitura, mas voltou atrás da decisão no mesmo dia.

## Desempenho eleitoral
| Ano  | Eleição              | Partido       | Cargo         | Votos   | %               | Resultado  | Ref    |
| ---- | -------------------- | ------------- | ------------- | ------- | --------------- | ---------- | ------ |
| 2012 | Municipal de Goiânia | PRB           | Vereador      | 7.774   | 1,22%           | Eleito     | [ 35 ] |
| 2016 | Municipal de Goiânia | PRB           | Vereador      | 8.312   | 1,24%           | Eleito     | [ 36 ] |
| 2020 | Municipal de Goiânia | Republicanos  | Vice-prefeito | 217.194 | 36,02% 1° turno | Eleito     | [ 37 ] |
| 2020 | Municipal de Goiânia | Republicanos  | Vice-prefeito | 277.497 | 52,6% 2° turno  | Eleito     | [ 37 ] |
| 2024 | Municipal de Goiania | Solidariedade | Prefeito      | 21.616  | 3,14%           | Não eleito | [ 38 ] |